# Dernye
Dernye (szerbül Дероње / Deronje, németül Dornau) falu Szerbiában, a Vajdaságban, a Nyugat-bácskai körzetben, Hódság községben.
1945-ig Dernye lakosságának kb. 30%-a német nemzetiségű volt, abban az évben azonban kitelepítették őket a faluból. Szent József tiszteletére szentelt római katolikus templomuk mai napig is áll elhagyott állapotban, az ortodox szerb templommal átellenben.

## Jegyzetek

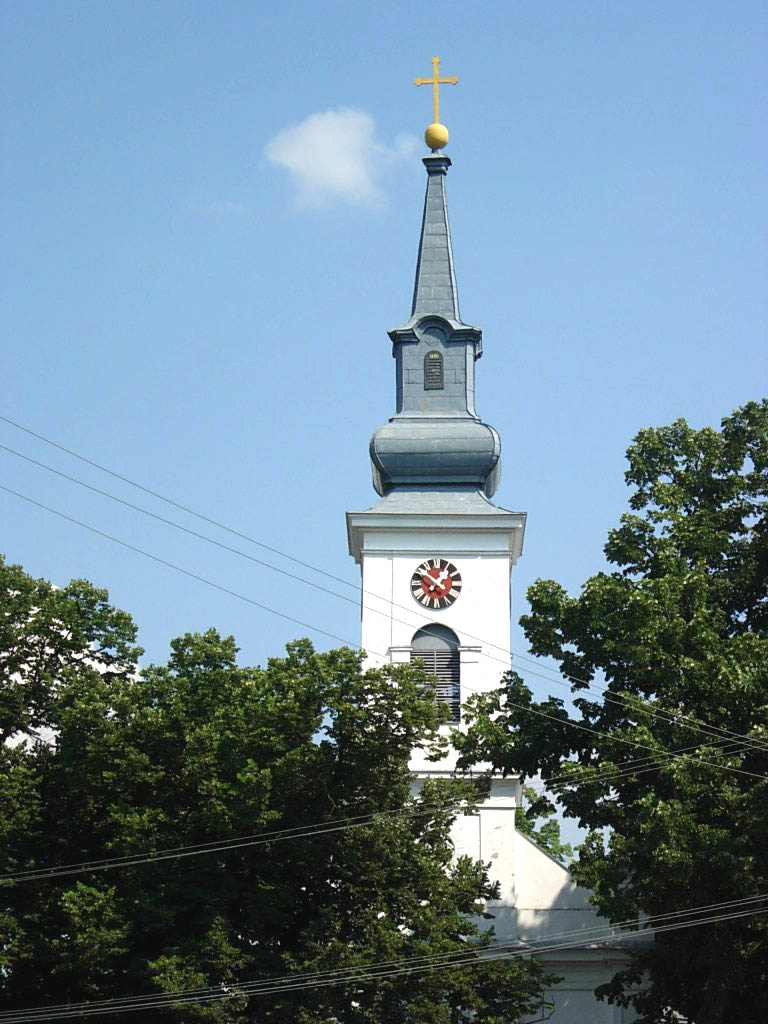
Az ortodox templom

## Népesség

### Demográfiai változások
| 1948 | 1953 | 1961 | 1971 | 1981 | 1991 | 2002 | 2011 |
| ---- | ---- | ---- | ---- | ---- | ---- | ---- | ---- |
| 3147 | 3337 | 3312 | 3154 | 2963 | 2889 | 2847 | 2487 |